# Шишовка (Московская область)
Шишовка — посёлок сельского типа в Московской области России. Входит в городской округ Солнечногорск. 

## География
Посёлок расположен в лесистой части. Рядом с посёлком протекает речка (овраг) Большая Шишовка и находятся пруды Чёрный и Южный.
Недалеко расположены станции Октябрьской железной дороги Поваровка и Поварово и Кольцевой железной дороги Поварово-2. Близлежащие деревни — Липуниха, Берсеневка, Радумля, Радищево.
Речка Большая Шишовка и Малая Шишовка впадают в речку Шишовка, которая затем впадает в реку Радомлю Клязьминского бассейна.

## Население
| 2002 | 2010 |
| ---- | ---- |
| 110  | ↘88  |

## История
С 1994 до 2006 гг. деревня входила в Кировский сельский округ Солнечногорского района.
С 2005 до 2019 гг. деревня включалась в Пешковское сельское поселение Солнечногорского муниципального района.
С 2019 года деревня входит в городской округ Солнечногорск, в рамках администрации которого относится с территориальному управлению Пешковское.
В 2024 году Евразийским гербовым центром посёлку были утверждены герб и флаг.